# Acacia podadenia
Acacia podadenia é uma espécie de leguminosa do gênero Acacia, pertencente à família Fabaceae.